# Martina Favaretto
Martina Favaretto (født 15 november 2001) er en italiensk fægter.
Ved OL 2024 indgik hun i det italienske hold, som tog sølv i fleuret.